# Alfonso Cerón
Alfonso Cerón (Granada, XVI secolo – XVI secolo) è stato un presbitero e scacchista spagnolo.
Nato a Granada nel XVI secolo, Cerón (o Xerone o Girón) scrisse un libro sugli scacchi di cui non ci è pervenuto nessun esemplare. Il titolo originale era De latrunculorum ludo o Del juego del Ajedrez («Bibliotheca Hispana Nova» Tomo I, Madrid 1783, p. 17. Prima edizione, Roma 1673 I, 13).
Era considerato uno dei maggiori scacchisti europei del tempo. In questa qualità fu invitato dal re Filippo II al torneo celebrato nel 1575 all'El Escorial a Madrid, in Spagna. Vi parteciparono Paolo Boi, Ruy López, e Giovanni Leonardo. Il torneo fu vinto da quest'ultimo.